# Claim (film)
Claim is een Engelstalige Nederlandse film van Martin Lagestee uit 2002, gebaseerd op het gelijknamige boek van Charles den Tex. Het script is geschreven door Dick Maas en Gerard Soeteman.
De hoofdrollen worden gespeeld door Billy Zane en Louise Lombard.
De muziek van de film is gecomponeerd door Jurre Haanstra.
Het verhaal gaat over een verzekeringsdeskundige (Lombard) die onderzoekt of een schip tot zinken is gebracht om de verzekering op te lichten.